# Hertha Berliner Sport-Club 1993-1994
Questa voce raccoglie le informazioni riguardanti l'Hertha Berliner Sport-Club nelle competizioni ufficiali della stagione 1993-1994.

## Stagione
Nella stagione 1993-1994 l'Hertha Berlino, allenato da Günter Sebert, Uwe Reinders e Karsten Heine, concluse il campionato di 2. Bundesliga all'11º posto. In Coppa di Germania l'Hertha Berlino fu eliminato al secondo turno dall'Amburgo.

## Rosa
| N. |                     | Ruolo | Calciatore         |
| -- | ------------------- | ----- | ------------------ |
| 1  | Germania (bandiera) | P     | Christian Fiedler  |
| 19 | Germania (bandiera) | C     | Andreas Schmidt    |
| 23 | Germania (bandiera) | D     | Oliver Schmidt     |
| 24 | Germania (bandiera) | C     | Christian Fährmann |
|    | Germania (bandiera) | P     | Marco Sejna        |
|    | Germania (bandiera) | D     | Uli Bayerschmidt   |
|    | Germania (bandiera) | D     | Gerald Klews       |
|    | Germania (bandiera) | D     | Sven Meyer         |
|    | Germania (bandiera) | D     | Frank Rohde        |
|    | Germania (bandiera) | D     | Daniel Scheinhardt |
|    | Serbia (bandiera)   | D     | Miroslav Tanjga    |
|    | Germania (bandiera) | D     | Andreas Zimmermann |
|    | Germania (bandiera) | C     | Dirk Bremser       |

| N. |                     | Ruolo | Calciatore           |
| -- | ------------------- | ----- | -------------------- |
|    | Germania (bandiera) | C     | Ayhan Gezen          |
|    | Germania (bandiera) | C     | Oliver Holzbecher    |
|    | Germania (bandiera) | C     | Sven Kaiser          |
|    | Croazia (bandiera)  | C     | Niko Kovač           |
|    | Germania (bandiera) | C     | Carsten Ramelow      |
|    | Germania (bandiera) | C     | Thomas Richter       |
|    | Germania (bandiera) | C     | Claus-Dieter Wollitz |
|    | Germania (bandiera) | C     | Marco Zernicke       |
|    | Germania (bandiera) | A     | Sven Demandt         |
|    | Germania (bandiera) | A     | Mike Lünsmann        |
|    | Austria (bandiera)  | A     | Ernst Ogris          |
|    | Germania (bandiera) | A     | Frank Schmöller      |

## Organigramma societario
Area tecnica
- Allenatore: Karsten Heine
- Allenatore in seconda:
- Preparatore dei portieri:
- Preparatori atletici:

## Calciomercato

### Sessione estiva
| Acquisti | Acquisti             | Acquisti          | Acquisti |
| R.       | Nome                 | da                | Modalità |
| -------- | -------------------- | ----------------- | -------- |
| A        | Ernst Ogris          | Admira/Wacker     |          |
| C        | Dirk Bremser         | Uerdingen 05      |          |
| P        | Christian Fiedler    | Hertha Berlino II |          |
| C        | Thomas Richter       | Kaiserslautern    |          |
| D        | Frank Rohde          | Amburgo           |          |
| C        | Andreas Schmidt      | Hertha Berlino II |          |
| C        | Claus-Dieter Wollitz | Osnabrück         |          |

| Cessioni | Cessioni        | Cessioni           | Cessioni |
| R.       | Nome            | a                  | Modalità |
| -------- | --------------- | ------------------ | -------- |
| C        | Mario Basler    | Werder Brema       |          |
| A        | Marcus Feinbier | Wuppertal          |          |
| A        | Daniel Lehmann  | Hertha Zehlendorf  |          |
| C        | André Winkhold  | Fortuna Düsseldorf |          |

### Sessione invernale
| Acquisti | Acquisti | Acquisti | Acquisti |
| R.       | Nome     | da       | Modalità |
| -------- | -------- | -------- | -------- |

| Cessioni | Cessioni        | Cessioni         | Cessioni |
| R.       | Nome            | a                | Modalità |
| -------- | --------------- | ---------------- | -------- |
| C        | Theo Gries      | Hannover 96      |          |
| P        | Walter Junghans | Bayer Leverkusen |          |

## Risultati

### 2. Bundesliga

#### Girone di andata
| Arbitro: | Kemmling |

|                  |           |               |
| Rohde 72’ (aut.) | Marcatori | 42’ Schmöller |

| Arbitro: | Gläser |

|             |           |  |
| Demandt 43’ | Marcatori |  |

| Arbitro: | Berg |

|            |           |  |
| Täuber 41’ | Marcatori |  |

| Arbitro: | Kuhne |

|             |           |  |
| Demandt 78’ | Marcatori |  |

| Arbitro: | Schmidt |

|             |           |               |
| Meißner 36’ | Marcatori | 43’ Schmöller |

| Arbitro: | Frey |

|              |           |               |
| Zernicke 57’ | Marcatori | 67’ Rauffmann |

| Arbitro: | Hauer |

|                 |           |                |
| Bodden 10’, 20’ | Marcatori | 60’, 70’ Gries |

| Arbitro: | Osmers |

|                                     |           |                                           |
| Gries 53’ Schmöller 64’ Wollitz 76’ | Marcatori | 18’ Kügler 20’, 44’ Lipinski 49’ Bangoura |

| Arbitro: | Domurat |

|           |           |           |
| Bobic 28’ | Marcatori | 76’ Gries |

| Arbitro: | Best |

|                                   |           |  |
| Gries 20’ Schmöller 69’ Ogris 83’ | Marcatori |  |

| Arbitro: | Aust |

|             |           |           |
| Glesius 65’ | Marcatori | 80’ Gries |

| Berlino 16 ottobre 1993, ore 15:30 CET 12ª giornata | Hertha Berlino | 0 – 0 referto | Hannover 96 | Stadio Olimpico (7 000 spett.)\| Arbitro: \| Ratzek \| |
| Arbitro:                                            | Ratzek         |               |             |                                                        |

| Arbitro: | Kiefer |

|                                                |           |                         |
| Krätzer 9’ Savichev 55’ Lust 75’ Stickroth 83’ | Marcatori | 45’ Schmöller 89’ Ogris |

| Arbitro: | Kasper |

|  |           |           |
|  | Marcatori | 86’ Imhof |

| Arbitro: | Wiesel |

|                                   |           |             |
| Aden 5’ Wegmann 43’ Heinemann 53’ | Marcatori | 52’ Wollitz |

| Arbitro: | Fischer |

|  |           |                                  |
|  | Marcatori | 22’ Klein 40’, 55’ Schwinkendorf |

| Arbitro: | Wippermann |

|           |           |  |
| Hjelm 40’ | Marcatori |  |

| Arbitro: | Fandel |

|               |           |             |
| Schmöller 13’ | Marcatori | 45’ Jüptner |

| Arbitro: | Hofmann |

|                |           |                            |
| Niedziella 45’ | Marcatori | 48’ Rohde 55’, 77’ Demandt |

#### Girone di ritorno
| Berlino 19 febbraio 1994, ore 15:30 CET 20ª giornata | Hertha Berlino | 0 – 0 referto | Carl Zeiss Jena | Stadio Olimpico (4 400 spett.)\| Arbitro: \| Werthmann \| |
| Arbitro:                                             | Werthmann      |               |                 |                                                           |

| Arbitro: | Weber |

|                    |           |                          |
| Epp 39’ Larsen 54’ | Marcatori | 64’ Wollitz 78’ Zernicke |

| Arbitro: | Zerr |

|                                             |           |  |
| Wollitz 13’ Demandt 44’ Kovač 76’ Rohde 78’ | Marcatori |  |

| Arbitro: | Ratzek |

|                   |           |             |
| Tanjga 32’ (aut.) | Marcatori | 50’ Demandt |

| Arbitro: | Strigel |

|               |           |               |
| Schmöller 12’ | Marcatori | 36’, 87’ Veit |

| Arbitro: | Buchhart |

|            |           |  |
| Helmer 52’ | Marcatori |  |

| Arbitro: | Hotop |

|  |           |              |
|  | Marcatori | 70’ Weilandt |

| Arbitro: | Schäfer |

|                       |           |  |
| Spyrka 84’ Djappa 89’ | Marcatori |  |

| Berlino 9 aprile 1994, ore 15:30 CEST 28ª giornata | Hertha Berlino | 0 – 0 referto | Kickers Stoccarda | Stadio Olimpico (3 400 spett.)\| Arbitro: \| Willems \| |
| Arbitro:                                           | Willems        |               |                   |                                                         |

| Arbitro: | Weber |

|             |           |                     |
| Goldbæk 90’ | Marcatori | 30’ Rohde 74’ Ogris |

| Arbitro: | Prengel |

|                                               |           |  |
| Ogris 35’ Wollitz 40’, 75’ Schmöller 47’, 60’ | Marcatori |  |

| Arbitro: | Scheuerer |

|  |           |                       |
|  | Marcatori | 45’ Ramelow 57’ Klews |

| Arbitro: | Strampe |

|                                     |           |              |
| Zernicke 3’ Ogris 37’ Schmöller 88’ | Marcatori | 69’ Savichev |

| Arbitro: | Dardenne |

|            |           |  |
| Pacult 86’ | Marcatori |  |

| Arbitro: | Buchhart |

|                   |           |                |
| Stöver 63’ (aut.) | Marcatori | 88’ Guðjónsson |

| Arbitro: | Pohlmann |

|             |           |                              |
| Aerdken 63’ | Marcatori | 37’ (aut.) Broos 75’ Ramelow |

| Arbitro: | Holz |

|                        |           |               |
| Zernicke 18’ Ogris 23’ | Marcatori | 54’ Scharping |

| Krefeld 4 giugno 1994, ore 15:30 CEST 37ª giornata | Bayer Uerdingen | 0 – 0 referto | Hertha Berlino | Grotenburg Stadion (7 200 spett.)\| Arbitro: \| Harder \| |
| Arbitro:                                           | Harder          |               |                |                                                           |

| Arbitro: | Albrecht |

|           |           |            |
| Ogris 16’ | Marcatori | 84’ Präger |

### Coppa di Germania
| Arbitro: | Casper |

|                                 |           |                                              |
| Kosanovic 51’ Stocki 70’ (rig.) | Marcatori | 13’ Gries 39’ (aut.) Kosanovic 83’ Schmöller |

| Arbitro: | Fleske |

|                                    |           |                                                                    |
| Schmöller 8’ Schmidt 15’ Gries 56’ | Marcatori | 29’ von Heesen 36’, 112’ Ivanauskas 38’ (aut.) Junghans 108’ Bäron |

## Statistiche

### Statistiche di squadra
| Competizione      | Punti | In casa | In casa | In casa | In casa | In casa | In casa | In trasferta | In trasferta | In trasferta | In trasferta | In trasferta | In trasferta | Totale | Totale | Totale | Totale | Totale | Totale | DR |
| Competizione      | Punti | G       | V       | N       | P       | Gf      | Gs      | G            | V            | N            | P            | Gf           | Gs           | G      | V      | N      | P      | Gf     | Gs     | DR |
| ----------------- | ----- | ------- | ------- | ------- | ------- | ------- | ------- | ------------ | ------------ | ------------ | ------------ | ------------ | ------------ | ------ | ------ | ------ | ------ | ------ | ------ | -- |
| 2. Bundesliga     | 37    | 19      | 7       | 7       | 5       | 27      | 17      | 19           | 4            | 8            | 7            | 21           | 25           | 38     | 11     | 15     | 12     | 48     | 42     | +6 |
| Coppa di Germania | -     | 1       | 0       | 0       | 1       | 3       | 5       | 1            | 1            | 0            | 0            | 3            | 2            | 2      | 1      | 0      | 1      | 6      | 7      | -1 |
| Totale            | 37    | 20      | 7       | 7       | 6       | 30      | 22      | 20           | 5            | 8            | 7            | 24           | 27           | 40     | 12     | 15     | 13     | 54     | 49     | +5 |

### Andamento in campionato
| Giornata  | 1 | 2 | 3 | 4 | 5 | 6 | 7 | 8  | 9  | 10 | 11 | 12 | 13 | 14 | 15 | 16 | 17 | 18 | 19 | 20 | 21 | 22 | 23 | 24 | 25 | 26 | 27 | 28 | 29 | 30 | 31 | 32 | 33 | 34 | 35 | 36 | 37 | 38 |
| --------- | - | - | - | - | - | - | - | -- | -- | -- | -- | -- | -- | -- | -- | -- | -- | -- | -- | -- | -- | -- | -- | -- | -- | -- | -- | -- | -- | -- | -- | -- | -- | -- | -- | -- | -- | -- |
| Luogo     | T | C | T | C | T | C | T | C  | T  | C  | T  | C  | T  | C  | T  | C  | T  | C  | T  | C  | T  | C  | T  | C  | T  | C  | T  | C  | T  | C  | T  | C  | T  | C  | T  | C  | T  | C  |
| Risultato | N | V | P | V | N | N | N | P  | N  | V  | N  | N  | P  | P  | P  | P  | P  | N  | V  | N  | N  | V  | N  | P  | P  | P  | P  | N  | V  | V  | V  | V  | P  | N  | V  | V  | N  | N  |
| Posizione | 7 | 5 | 9 | 7 | 7 | 6 | 8 | 11 | 12 | 5  | 7  | 8  | 11 | 12 | 14 | 18 | 18 | 19 | 17 | 17 | 17 | 13 | 13 | 14 | 17 | 18 | 19 | 19 | 18 | 16 | 15 | 12 | 14 | 16 | 13 | 12 | 13 | 11 |

Legenda:

Luogo: C = Casa; T = Trasferta. Risultato: V = Vittoria; N = Pareggio; P = Sconfitta.

### Statistiche dei giocatori
| Giocatore       | 2. Bundesliga | 2. Bundesliga | 2. Bundesliga | 2. Bundesliga | Coppa di Germania | Coppa di Germania | Coppa di Germania | Coppa di Germania | Totale   | Totale | Totale      | Totale     |
| Giocatore       | Presenze      | Reti          | Ammonizioni   | Espulsioni    | Presenze          | Reti              | Ammonizioni       | Espulsioni        | Presenze | Reti   | Ammonizioni | Espulsioni |
| --------------- | ------------- | ------------- | ------------- | ------------- | ----------------- | ----------------- | ----------------- | ----------------- | -------- | ------ | ----------- | ---------- |
| U. Bayerschmidt | 12            | 0             | 0             | 0             | 1                 | 0                 | 0                 | 0                 | 13       | 0      | 0           | 0          |
| D. Bremser      | 26            | 0             | 7             | 1             | 2                 | 0                 | 1                 | 0                 | 28       | 0      | 8           | 1          |
| S. Demandt      | 26            | 6             | 3             | 0             | 2                 | 0                 | 0                 | 0                 | 28       | 6      | 3           | 0          |
| C. Fiedler      | 0             | 0             | 0             | 0             | 0                 | 0                 | 0                 | 0                 | 0        | 0      | 0           | 0          |
| C. Fährmann     | 0             | 0             | 0             | 0             | 0                 | 0                 | 0                 | 0                 | 0        | 0      | 0           | 0          |
| A. Gezen        | 6             | 0             | 0             | 0             | 2                 | 0                 | 0                 | 0                 | 8        | 0      | 0           | 0          |
| T. Gries        | 17            | 6             | 2             | 0             | 2                 | 2                 | 0                 | 0                 | 19       | 8      | 2           | 0          |
| O. Holzbecher   | 6             | 0             | 0             | 0             | 0                 | 0                 | 0                 | 0                 | 6        | 0      | 0           | 0          |
| W. Junghans     | 16            | 0             | 0             | 0             | 2                 | 0                 | 0                 | 0                 | 18       | 0      | 0           | 0          |
| S. Kaiser       | 0             | 0             | 0             | 0             | 0                 | 0                 | 0                 | 0                 | 0        | 0      | 0           | 0          |
| G. Klews        | 27            | 1             | 1             | 0             | 0                 | 0                 | 0                 | 0                 | 27       | 1      | 1           | 0          |
| N. Kovač        | 32            | 1             | 10            | 0             | 0                 | 0                 | 0                 | 0                 | 32       | 1      | 10          | 0          |
| M. Lünsmann     | 8             | 0             | 0             | 0             | 0                 | 0                 | 0                 | 0                 | 8        | 0      | 0           | 0          |
| S. Meyer        | 10            | 0             | 1             | 0             | 0                 | 0                 | 0                 | 0                 | 10       | 0      | 1           | 0          |
| E. Ogris        | 21            | 7             | 4             | 1             | 0                 | 0                 | 0                 | 0                 | 21       | 7      | 4           | 1          |
| C. Ramelow      | 27            | 2             | 2             | 0             | 1                 | 0                 | 1                 | 0                 | 28       | 2      | 3           | 0          |
| T. Richter      | 18            | 0             | 3             | 0             | 2                 | 0                 | 0                 | 0                 | 20       | 0      | 3           | 0          |
| F. Rohde        | 32            | 3             | 6             | 0             | 2                 | 0                 | 1                 | 0                 | 34       | 3      | 7           | 0          |
| D. Scheinhardt  | 16            | 0             | 3             | 0             | 2                 | 0                 | 0                 | 0                 | 18       | 0      | 3           | 0          |
| A. Schmidt      | 3             | 0             | 0             | 0             | 0                 | 0                 | 0                 | 0                 | 3        | 0      | 0           | 0          |
| O. Schmidt      | 17            | 0             | 2             | 0             | 1                 | 1                 | 0                 | 0                 | 18       | 1      | 2           | 0          |
| F. Schmöller    | 35            | 10            | 8             | 1             | 2                 | 2                 | 0                 | 0                 | 37       | 12     | 8           | 1          |
| M. Sejna        | 22            | 0             | 0             | 0             | 0                 | 0                 | 0                 | 0                 | 22       | 0      | 0           | 0          |
| M. Tanjga       | 27            | 0             | 8             | 0             | 1                 | 0                 | 0                 | 0                 | 28       | 0      | 8           | 0          |
| C. Wollitz      | 35            | 6             | 6             | 0             | 2                 | 0                 | 0                 | 0                 | 37       | 6      | 6           | 0          |
| M. Zernicke     | 36            | 4             | 9             | 0             | 2                 | 0                 | 0                 | 0                 | 38       | 4      | 9           | 0          |
| A. Zimmermann   | 11            | 0             | 5             | 0             | 0                 | 0                 | 0                 | 0                 | 11       | 0      | 5           | 0          |